# Montesa Cota 125
La Montesa Cota 125 fou un model de motocicleta de trial de la gamma Cota de Montesa que es fabricà uns pocs anys a partir de 1986. Creada com a successora de la Cota 123 de 1972, tenia una cilindrada de 123,6 cc i fou, juntament amb les Cota 304 i Cota 335 -llançades el mateix any-, la primera Cota que abandonava la configuració típica d'aquest model (motor refrigerat per aire, frens de tambor i doble amortidor posterior) i incorporava ja fre de disc al davant i monoamortidor al darrere. Totes tres són, doncs, les primeres Cota que no entren dins la categoria de "clàssiques" (la qual arriba fins al 1985, justament per aquest motiu); a banda, foren també les primeres motos que llançava la nova societat Montesa Honda, successora de la històrica empresa Montesa que havia estat absorbida definitivament per Honda aquell mateix any, 1986.
Amb el ventall de cilindrades que abastaven les noves Cota 125, 304 i 335, Montesa mirava de cobrir tots els perfils de practicants de trial a l'època (des dels més joves fins als professionals, passant pels afeccionats que preferien motos de mitjana cilindrada), i alhora no quedar superada per la iniciativa dels fabricants italians, especialment Aprilia i Beta, els quals ja feia un temps que havien adoptat les millores esmentades en frens i amortidors.

## Característiques
Presentada als Salons de Milà i Bolonya conjuntament amb la Cota 304 (a la qual era idèntica, tret del motor), ambdues eren molt semblants al model superior de la gamma, la Cota 335. Les principals diferències visuals amb aquesta eren el fre de disc posterior -que la 335 sí que incorporava-, la transmissió secundària -pel costat dret a la 335- i la decoració del dipòsit (totalment vermell en les 125 i 304, mentre que la 335 hi duia unes franges adhesives grises i blaves en diagonal). Pel que fa a les seves antecessores, llevat de frens i suspensió posterior, totes tres seguien oferint les mateixes característiques tècniques: conjunt dipòsit-selló d'una sola peça abatible, motor de dos temps monocilíndric refrigerat per aire amb canvi de 6 velocitats, bastidor de doble bressol i amortidors anteriors de forquilla convencional; en l'apartat estètic, però, sí que a primer cop d'ull se n'apreciaven nombroses diferències, entre elles els parafangs, forquilla, amortidors i nou xassís vermells, el nou manillar i suport del far anterior o el canvi d'ubicació de la transmissió secundària, ara al costat esquerre.
Fitxa tècnica
| Cota 125           | Cota 125                |
| ------------------ | ----------------------- |
| Id. Model          | 28M                     |
| Núm. Sèrie         | 28M00001-               |
| Anys               | 1986-?                  |
| CC                 | 123,6                   |
| Diàmetre x Carrera | 54 x 54 mm              |
| Compressió         | ?                       |
| CV                 | ?                       |
| Carburador         | Amal 24 mm              |
| Canvi              | 6 velocitats            |
| Suspensió davant   | Forquilla telescòpica   |
| Suspensió darrera  | Monoamortidor Marzocchi |
| Pneumàtic davant   | 2,75 x 21               |
| Pneumàtic darrera  | 4,00 x 18               |
| Frens davant       | Disc 185 mm             |
| Frens darrera      | Tambor 110 mm           |
| Pes en sec         | 86 Kg                   |
| Capacitat dipòsit  | 4,5 litres              |
| Pintura dipòsit    | Vermell                 |